# ÑuSat

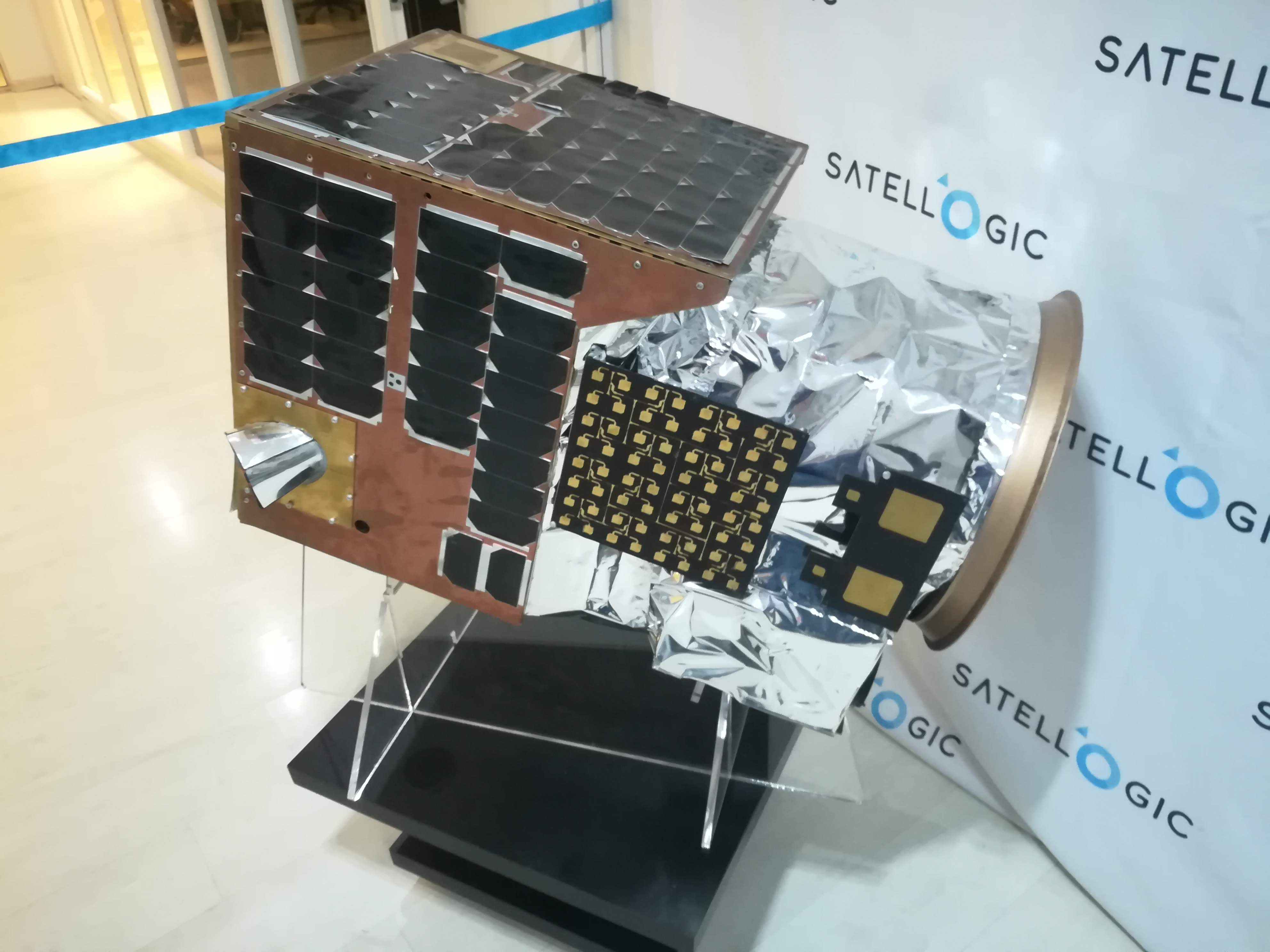
Réplique d'un satellite ÑuSat.

ÑuSat (parfois traduit en anglais par NewSat), est une série de satellites commerciaux argentins d'observation de la Terre.
Ils forment la constellation Aleph-1, conçue, construite et exploitée par Satellogic. Les lancements se sont échelonnés entre 2016 et 2023.